# 有効応力

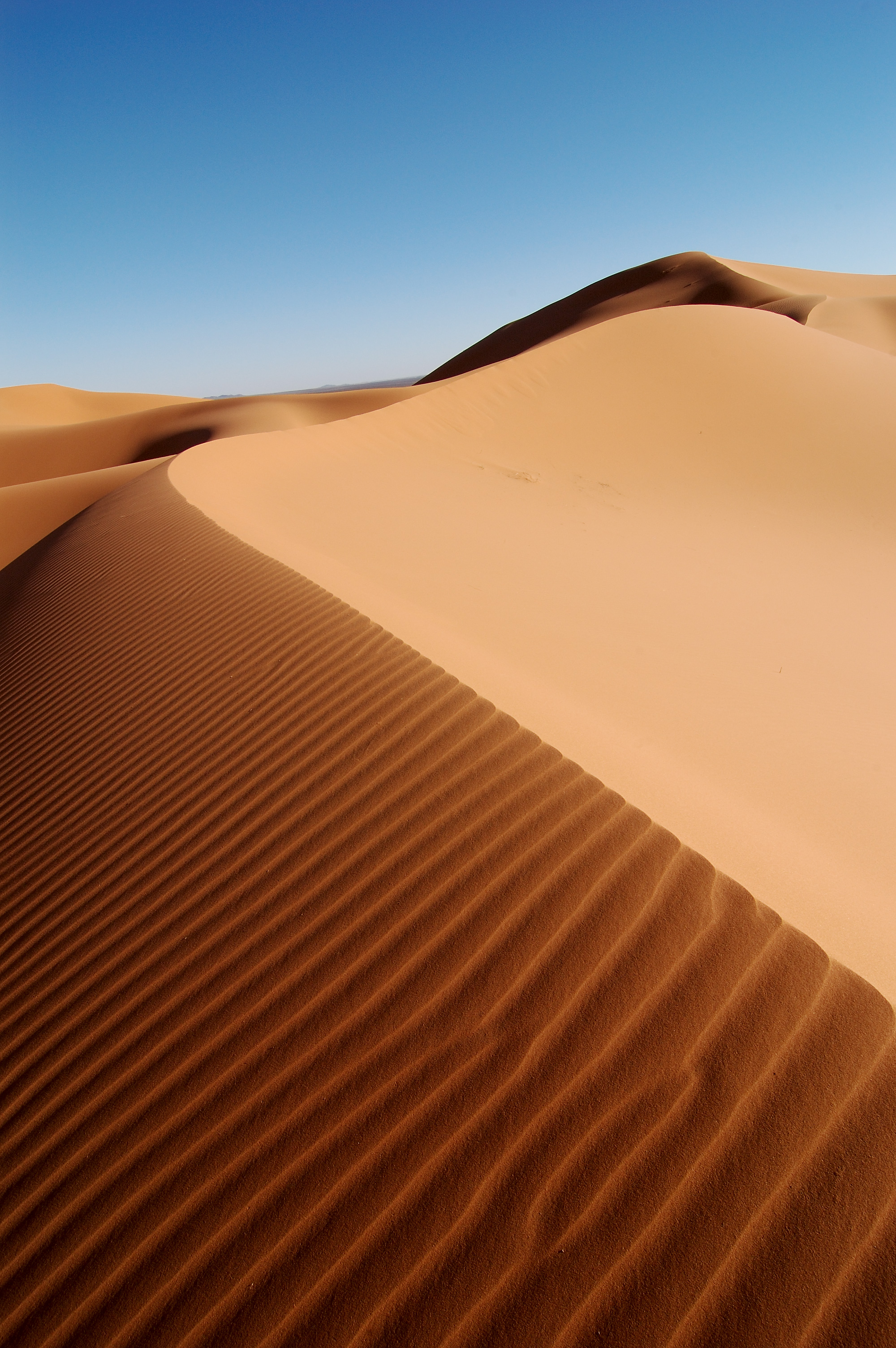
モロッコのErg Chebbi

有効応力（ゆうこうおうりょく、英:Effective stress）は粒子の集合を堅く保つ力。普通は砂、土、砂利に適用される。
指の間にコインを積み重ねたものを挟むと、一緒にとどまる。指の間の圧力を緩めるとコインの積み重ねは崩壊する。同様に砂が積み重なったものは、砂の質量が主に静止摩擦力により現在の配置のままくっつくようにするため液体のように広がってしまうのを防いでいる。この質量と圧力が有効応力である。
有効応力は力を加えることで簡単に崩壊させることができる（土砂の上にある全ての足跡はその証拠である）。特に地震からくる勾配安定性と液状化現象の研究では重要な要素である。

## 専門的議論
1925年にカール・テルツァーギにより有効応力の関係が最初に提案された。彼にとって「有効」("effective")という用語は土壌の移動や変位を引き起こすのに有効である計算された応力を意味していた。これは土骨格により運ばれる平均応力を表している。
土壌に働く有効応力(σ')は総応力(σ)と間隙水圧(u)の2つのパラメータから計算される。
{\displaystyle \sigma '=\sigma -u\,}
典型的には、単純な例で表される。
{\displaystyle {\begin{aligned}\sigma &=H_{\mathrm {soil} }\,\gamma _{\mathrm {soil} }\\u&=H_{\mathrm {w} }\,\gamma _{\mathrm {w} }\end{aligned}}}
応力そのものの概念によく似ているが、この式は土塊に作用する力の視覚化を容易にするための構成要素であり、特にすべり面を含む勾配安定性のための単純解析モデルである。これらのモデルでは閉じた層として作用していると仮定し、上の土壌（水を含む）の総重量とすべり面内の間隙水圧を知ることが重要である。
しかし、どのパラメータも粒子上の実際に独立して作用するものではないため、異なる測定可能な条件下での土壌粒子の本当の挙動を考慮すると、この式は混乱を招くことになる。

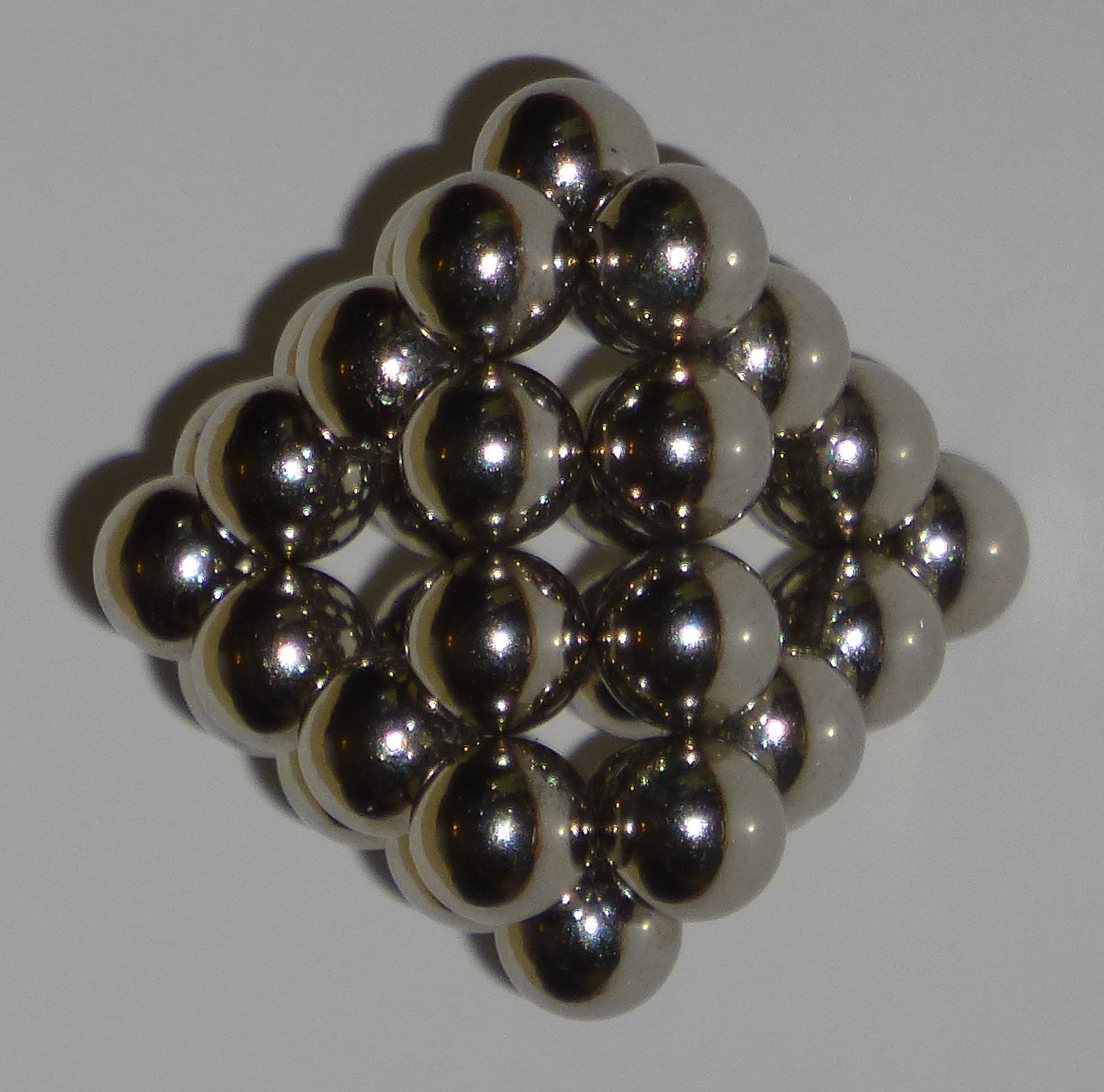
四面体に積んだ砂粒子モデル。球同士が接する箇所に応力が生じる。

四面体の配置でゆるく積み上げられた丸い石英の砂粒子《球・タマ》の集まりを考える。球同士が実際に接触するところに接触応力が存在する。さらに球を積み重ねて接触応力が大きくなり、摩擦不安定（動摩擦）を引き起こす点までいくとほぼ崩壊する。接触に影響を与える独立のパラメータ（垂直とせん断の両方。詳細は応力#応力テンソルを参照のこと）は上の球の力である。これは球の全体の平均密度および球の高さを用いて計算することができる。
これらの球をビーカーに入れて水を加えると、密度に依存して少し浮かび始める（浮力）。自然の土壌材料ではこの効果は大きいため、誰でも湖から大きな岩を持ち上げることで証明することができる。ビーカーの水が球の頂部に満ちるまで球の接触応力は減少するが、それ以上水を追加しても変化はない。球の間の水圧（間隙水圧）は増加するが、「全応力」の概念には上にあるすべての水の重量が含まれているため、有効応力は同じままである。ここは方程式が紛らわしくなるところであり、有効応力は球（土）の浮遊密度と上の土の高さを使って計算することができる。
有効応力の概念は非流体静力学的な間隙水圧を扱う場合、真に興味深いものになる。間隙圧力勾配の条件下で地下水は透水性の公式（ダルシーの法則）に従って流れる。これは先の球体モデルを使った場合において、球の間に水を注入（もしくは引出）することと同じである。水が注入されている場合、浸透力は球同士を分離するように作用し有効応力を減少させる。よって土壌は弱くなる。水が引き出された場合、球同士がくっつくように力がかかり有効応力が増加する。
この効果が出る2つの極端なものは、地下水勾配と浸透力が重力に逆らって作用するクイックサンドと、排水と毛細管現象で砂が強固になるように作用する「サンドキャッスル（砂の城）効果」である。同様に有効応力は勾配安定性や地下水関連の沈下などの土質工学や工学地質の問題で重要な役割を果たす。